# De frisisk-frankiske krige
De frisisk-frankiske krige var en række konflikter mellem Frankerriget og det frisiske kongerige i det 7. og 8. århundrede.
Krigene vedrørte primært kontrollen over Rhinens delta. Men efter den frisiske konge Radbods død fik frankerne overhånd. I 734 i slaget ved den Boarn blev friserne besejret, og frankerne underlagde sig de frisiske lande mellem Vlie og Lauwers. Kun friserne øst for Lauwers forblev uafhængige. I 772 mistede også de deres uafhængighed og. Krigene sluttede med en sidste opstand af friserne i 793 og pacificering af friserne ved Karl den Store.

## Baggrund
Folkevandringerne under folkevandringstiden resulterede i de frisiske bosættelser nord og vest for Nederlandene, sakserne i øst, varnerne ved mundingen af Rhinen og frankerne længere sydpå omkring Schelde. Der, under ledelse af deres merovingiske konger, havde de en vigtig rolle i politikken i det nordlige Gallien.
Friserne bestod af løst bundne stammer centrerede om krigerbander, men uden stor magt. I anden halvdel af det 7. århundrede nåede det frisiske kongerige sin største geografiske udbredelse. De frisiske konger blev interesserede i tidligere frankiske lande; under ledelse af forgængerne for Aldgisl udvidede de deres magt til hjertet af Nederlandene. Tilstedeværelsen af varnerne ved mundingen af Rhinen er stadig uklart, men det ser ud til, at de sandsynligvis blev knust mellem friserne og frankerne.

## Kontrol over Rhinens delta
Selv om den merovingiske konge af frankerne Chilperik 1. (561-584) er nævnt i frankiske kilder som "terroren mod frisere og svebere," er der tegn på, at omkring 600 havde friserne succes i en krig ført af deres konge Audulf. Dette tillod friserne at udvide længere sydpå.

### Kristendommen indføres
Ved 630 havde situationen ændret sig. Den merovingianske konge Dagobert 1. bragte Frankerriget under ét banner igen og erobrede landområder syd for Oude Rijn. Denne gang bragte de kristendommen til de frisiske områder og byggede en kirke i Utrecht. Efter, at Dagobert døde, kunne frankerne ikke holde deres position der, og omkring 650 blev det centrale flodområde, herunder Dorestad, frisisk igen. Fremstilling af frankiske mønter stoppede, og byen Utrecht blev residens for de frisiske konger.

### Kampen om grænsefæstningerne
Under kong Aldgisls styre kom friserne i konflikt med den frankiske Major domus Ebroin. Denne gang gjaldt konflikten de gamle romerske grænsefæstningsværker. Aldgisl holdt frankerne på afstand med sin hær. I 678 modtog han den engelske biskop Wilfrid, der - som han selv - var ikke en ven af frankerne.

### Radbods fremgang
Under efterfølgeren til Aldgisl, Radbod, vendte situationen til fordel for frankerne: i 690 sejrede frankerne i slaget ved Dorestad under Major domus Pepin af Herstal. Selvom ikke alle følgerne af denne kamp står klar, blev Dorestad frankisk igen, ligesom slottene Utrecht og Fechten. Det menes, at indflydelsen af frankerne nu udvidedes fra syd for Oude Rijn til kysten, men det er ikke helt klart, fordi friserne ikke helt mistede kontrollen over den centrale flodområdet. I hvert fald var der et ærkebispedømme eller bispedømme for friserne grundlagt for Willibrord, og et ægteskab blev indgået i 711 mellem Grimoald den Yngres ældste søn af Pepin, og Thiadsvind, datter af Radbod.
Efter, at Pepin døde i 714, udnyttede Radbod kampen om succession i de frankiske lande. Han indgik en traktat med den frankiske Major domus Ragenfrid således, at i 716 rykkede hans hære ind i det frankiske område så langt som til Köln, hvor de sejrede i slaget ved Köln. På denne måde blev alle lande syd for Rhinen frisiske igen. Hæren vendte tilbage mod nord med megen krigsbytte. Radbod gjorde planer om at invadere den frankiske imperium for anden gang og mobiliserede en stor hær, men før han kunne gennemføre dette, han blev syg og døde i efteråret 719.

### Intern frisisk svækkelse
Det er ikke sikkert hvem efterfølgeren efter Radbod var. Det menes, at der var problemer med at finde efterfølgeren, fordi den frankiske modstander Karl Martell nemt invaderede Frisland og undertvang området. Modstanden var så svag, at Karl Martell ikke kun underlagde sig Frisia Citerior ("Det nære Frisland" syd for Rhinen), men han krydsede også Rhinen og underlagde sig "Det fjernere Frisland", på bredden af floden Vlie.

## Enden på det uafhængige Frisland
I 733 sendte Karl Martell en hær mod friserne. Den frisiske konge Poppo blev dræbt og hans hær trængt tilbage til Eastergoa. Det næste år færgetde Karl en hær tværs over Aelmere med en flåde, hvilket satte ham i stand til at sejle op til De Boarn. Friserne blev besejrede i Slaget ved Boarn, der fulgte, og deres konge, Poppo, blev dræbt. Sejrherrerne plyndrede og brændte hedenske helligdomme. Karl Martell vendte tilbage med meget krigsbytte, og havde brudt de frisiske kongers magt endegyldigt. Frankerne underlagde sig de frisiske områder mellem Vlie og Lauwers.

## Annektering af Ostfriesland
Den frankiske konge Karl den Store bragte også en ende på uafhængigheden for friserne øst for Lauwers og udvidede Frankerriget længere mod øst. Krigen begyndte med en kampagne mod østfriserne og blev der efter fortsat mod sakserne, idet de saksiske krige varede 32 år. I 772 angreb Karl friserne øst for Lauwers og sakserne med en stor hær. Han besejrede dem i adskillige kampe, hvorved de sidste uafhængige frisiske landområder og de saksiske områder kom i frankiske hænder.

## Frisiske opstande
Også efter deres nederlag gjorde friserne flere gange oprør mod frankerne.

### Angrebet på Bonifatius
Den første frisiske biskop Bonifatius ankom til Frisland i 754 med et lille følge. Han døbte et stort antal frisere og indkaldte til et folkemøde om bekræftelse af kristendommens indførelse på et sted ikke langt fra Dokkum, mellem Franeker og Groningen. I stedet for de døbte, han forventede, fremmødte en gruppe bevæbnede indbyggere. De frisiske krigere var vrede, fordi han havde ødelagt deres helligdomme. De dræbte den gamle ærkebiskop, ifølge Bonifatius' hagiograf, fordi de troede, at de kister, han medførte, indeholdt guld og andre rigdomme. De var forfærdede, da de opdagede, at kisterne kun indeholdt biskoppens bøger.

### Oprøret 782-785
Under ledelse af Widukind fortsatte sakserne at modstå frankerne. I 782 begyndte også friserne øst for Lauwers en opstand mod frankerne. Opstanden spredte sig til de frisiske lande i vest, der var blevet pacificerede tidligere. Dette førte til en massiv tilbagevenden til hedenskabet i befolkningen. Marodører brændte kirker, og præsterne, her under Ludger, måtte flygte sydpå.
Som svar organiserede Karl den Store en ny kampagne i 783 for at genoprette kontrollen, først over sakserne og senere over friserne. Friserne hjalp Widukind mod frankerne i 784 ved at sende ham en hær. Det hjalp ikke meget, og han måtte overgive sig i 785, og den frisiske opstand blev eftertrykkeligt undertrykt af frankerne.

### Oprøret i 793
I 793 gjorde friserne oprør for sidste gang mod Karl den Store. Grunden til dette var den tvungne rekruttering af frisere og saksere til krigen mod Avarerne i øst. Under ledelse af hertugerne Unno og Eilrad indtrådte et oprør opstod øst for Lauwers og spredte sig til andre frisiske lande. Dette førte til en midlertidig tilbagevenden til hedenskab, og igen måtte præsterne flygte. Også denne opstand blev dog undertrykt af frankerne.